# Dieter Schaumann
Dieter Schaumann ist ein ehemaliger deutscher Basketballspieler.

## Laufbahn
Schaumann, auch unter seinem Spitznamen „Gaucho“ bekannt, spielte von 1966 bis 1975 für SSV Hagen in der Basketball-Bundesliga, 1974 errang er mit Hagen den deutschen Meistertitel. 1975 folgte in Schaumanns letztem Bundesliga-Jahr der Gewinn des DBB-Pokalwettbewerbs hinzu.
1969 und 1970 absolvierte der Innenspieler insgesamt neun A-Länderspiele für die bundesdeutsche Nationalmannschaft.